# Милорадівка (станція)
Милора́дівка — проміжна залізнична станція Криворізької дирекції Придніпровської залізниці на електрифікованій лінії Верхівцеве — Кривий Ріг-Головний між станціями Кудашівка (11 км) та Девладове (23 км). Розташована в однойменному селищі Кам'янського району Дніпропетровської області.

## Історія
Станція відкрита у 1884 році і отримала назву від однойменного села Милорадівка, назва якого походить від власника цих місць — графа Милорадовича. Дана місцевість відома тим, що тут у минулі часи пролягав знаменитий Чумацький шлях від Кременчука через Саксагань до Нікополя, де був Микітський перевіз через річку Дніпро. Згодом цей шлях використовували як поштова та скотопрогонна дорога. Ця місцевість понад 200 років була безлюдною і мала назву Дике поле. Широкий простір степів залучав сюди втікачів з поневоленого правобережжя України і півдня Росії, які рятувалися від свавілля поміщиків. З'являлися численні пункти, назва деяких з них, наприклад Гуляйполе, саме дає поняття про привілля і простір.

## Пасажирське сполучення
На станції Милорадівка зупиняються приміські електропоїзди сполученням Кривий Ріг — Верхівцеве / Дніпро-Головний.